# غالن (نيويورك)
غالن (بالإنجليزية: Galen, New York)‏ هي بلدة أمريكية تقع في الولايات المتحدة في مقاطعة وين، نيويورك. يقدر عدد سكانها بـ 4,439 نسمة ومساحتها 155.5 كم2 وترتفع عن سطح البحر 122 متر.

## أعلام
- ويليام موريس ستيوارت